# A2 Ethniki
Die A2 Ethniki (griechisch Α2 Εθνική) ist eine Basketballliga aus Griechenland. Nach der Basket League ist sie die zweithöchste Klasse des Landes und besteht aus 16 Mannschaften.

## Geschichte
Gegründet wurde die A2 Ethniki 1986. Als erster Meister ging 1987 Panellinios Athen in die Geschichte ein. Bis 1990 durften die beiden Erstplatzierten zum Ende der regulären Saison neben ihrem Aufstieg in die A1 Ethniki auch an den Playoff-Spielen um die nationale Meisterschaft teilnehmen. Mit je drei Titeln sind die beiden Athener Mannschaften von Sporting und Papagou Rekordsieger der A2 Ethniki.

## Spielmodus
Jeder Verein spielt in einer Hin- sowie Rückrunde gegen jede der anderen Mannschaften. Nach 26 Spieltagen ist die Meisterschaft beendet und der Tabellenerste steigt sofort in die höchste griechische Spielklasse auf. Die Vereine auf den Plätzen 2–5 spielen in einer Play-off-Runde den zweiten Aufsteiger aus. Die letzten zwei Vereine der Tabelle steigen in die B Ethniki ab. Die Mannschaften der Plätze 11–14 spielen in einer Play-off-Runde zwei weitere Absteiger aus.

## Mannschaften 2018/2019
| - Koroivos Amaliadas (Absteiger) - Evropi Pefkochoriou - Iraklis Thessaloniki - Apollon Patras - Ethnikos Piräus - EK Kavalas - Amyntas Dafnis - Ermis Agias | - AS Kastoria - AS Karditsa - AE Psyhiko - GS Marousi - Ippokratis Kos (Aufsteiger) - Charilaos Trikoupis (Aufsteiger) - Ionikos Nikaias (Aufsteiger) - Diagoras Dryopideon Egaleo (Aufsteiger) |

## Titelträger
| - 1987: Panellinios Athen - 1988: Sporting Athen - 1989: GS Peristeri - 1990: AS Papagou - 1991: Sporting Athen - 1992: Apollon Patras - 1993: AS Papagou - 1994: AO Ampelokipoi - 1995: AS Papagou - 1996: Peiraikos - 1997: Iraklio OAA - 1998: Niar Ist - 1999: Amyntas Dafnis | - 2000: Makedonikos - 2001: KAO Dramas - 2002: Makedonikos - 2003: Apollon Patras - 2004: Panellinios Athen - 2005: Kolossos Rhodos - 2006: Olympiada Patron - 2007: Sporting Athen - 2008: AS Trikala 2000 - 2009: GS Peristeri - 2010: Ikaros Kallitheas - 2011: KAO Dramas - 2012: Panelefsiniakos | - 2013: AENK Dimoulas - 2014: AEK Athen - 2015: EK Kavalas - 2016: GS Kymis - 2017: Panionios Athen - 2018: GS Peristeri - 2019: Ionikos Nikaias - 2020: Charilaos Trikoupis - 2021: Apollon Patras - 2022: ASK Karditsas - 2023: GS Marousi - 2024: Milonas BC - 2025: Mykonos BC |